# Vojvođanska nogometna liga 1952./53.
Vojvođanska liga je bila liga drugog stupnja nogometnog prvenstva Jugoslavije u sezoni 1952./53. 
 Sudjelovalo je 12 klubova, a prvak je bio "Dinamo" iz Pančeva.

## Ljestvica
| mj. | klub                   | ut. | pob. | ner. | por. | gol+ | gol- | bod |
| --- | ---------------------- | --- | ---- | ---- | ---- | ---- | ---- | --- |
| 1.  | Dinamo Pančevo         | 22  | 15   | 3    | 4    | 62   | 21   | 33  |
| 2.  | Radnički Sombor        | 22  | 14   | 2    | 6    | 47   | 30   | 30  |
| 3.  | Proleter Zrenjanin     | 22  | 14   | 1    | 7    | 47   | 29   | 29  |
| 4.  | Trgovački Novi Sad     | 22  | 11   | 4    | 8    | 50   | 38   | 26  |
| 5.  | Trgovački Kikinda      | 22  | 8    | 6    | 8    | 46   | 233  | 22  |
| 6.  | Senta                  | 22  | 9    | 3    | 10   | 28   | 33   | 21  |
| 7.  | TSK Temerin            | 22  | 9    | 3    | 10   | 34   | 43   | 21  |
| 8.  | Slavija Novi Sad       | 22  | 9    | 2    | 11   | 44   | 48   | 20  |
| 9.  | Jedinstvo Stara Pazova | 22  | 7    | 4    | 11   | 49   | 57   | 18  |
| 10. | Zvezda Subotica        | 22  | 6    | 5    | 11   | 37   | 43   | 17  |
| 11. | Jedinstvo Vršac        | 22  | 7    | 3    | 12   | 27   | 51   | 17  |
| 12. | Jedinstvo Bačka Topola | 22  | 3    | 4    | 15   | 14   | 51   | 10  |

- "Trgovački" iz Kikinde je započeo sezonu kao "6. Oktobar"
- "Jedinstvo" iz Bačke Topole se navodi i kao "Eđšeg"
- "Dinamo" iz Pančeva, "Radnički" iz Sombora i "Proleter" iz Zrenjanina igrali završnicu Prvenstva Srbije. Nisu se plasirali u kvalifikacije za 1. saveznu ligu.

## Rezultatska križaljka
| kratica | klub                   | DIN | JEDBT | JEDSP | JEDV | PRO | RAD | SEN | SLA | TRGK | TRGNS | TSK | ZVE |
| --- | ---------------------- | --- | ----- | ----- | ---- | --- | --- | --- | --- | ---- | ----- | --- | --- |
| DIN | Dinamo Pančevo         |     |       |       |      |     |     |     |     |      |       |     |     |
| JEDBT | Jedinstvo Bačka Topola |     |       |       |      |     |     |     |     |      |       |     |     |
| JEDSP | Jedinstvo Stara Pazova |     |       |       |      |     |     |     |     |      |       |     |     |
| JEDV | Jedinstvo Vršac        |     |       |       |      |     |     |     |     |      |       |     |     |
| PRO | Proleter Zrenjanin     |     |       |       |      |     |     |     |     |      |       |     |     |
| RAD | Radnički Sombor        |     |       |       |      |     |     |     |     |      |       |     |     |
| SEN | Senta                  |     |       |       |      |     |     |     |     |      |       |     |     |
| SLA | Slavija Novi Sad       |     |       |       |      |     |     |     |     |      |       |     |     |
| TRGK | Trgovački Kikinda      |     |       |       |      |     |     |     |     |      |       |     |     |
| TRGNS | Trgovački Novi Sad     |     |       |       |      |     |     |     |     |      |       |     |     |
| TSK | TSK Temerin            |     |       |       |      |     |     |     |     |      |       |     |     |
| ZVE | Zvezda Subotica        |     |       |       |      |     |     |     |     |      |       |     |     |
| |                        |     |       |       |      |     |     |     |     |      |       |     |     |
| podebljan rezultat - utakmice od 1. do 11. kola (1. utakmica između klubova) rezultat normalne debljine - utakmice od 12. do 22. kola (2. utakmica između klubova) rezultat nakošen - nije vidljiv redoslijed odigravanja međusobnih utakmica iz dostupnih izvora rezultat nakošen i smanjen * - iz dostupnih izvora nije uočljiv domaćin susreta prekrižen rezultat - poništena ili brisana utakmica p - utakmica prekinuta 3:0 p.f. / 0:3 p.f. - rezultat 3:0 bez borbe n.i. - nije igrano |                        |     |       |       |      |     |     |     |     |      |       |     |     |

 Izvori: 

## Unutrašnje poveznice
- Podsavezna liga Kosovsko-metohijske oblasti 1952./53.